# ۳۰ اکتبر
۳۰ اکتبر سیصد و سومین (در سال‌های کبیسه سیصد و چهارمین) روز سال در گاه‌شماری میلادی است. ۶۲ روز تا پایان سال باقی‌است.

## رویدادها
- جنگ جهانی دوم: آغاز محاصره سواستوپول
- ۲۰۱۴ - سوئد به عنوان نخستین عضو اتحادیه اروپا دولت فلسطین را به رسمیت شناخت.

## زادروزها
- ۱۹۰۶ – جوزپه فارینا، رانندهٔ مسابقات اتومبیل‌رانی فرمول یک اهل ایتالیا، نخستین قهرمان مسابقات فرمول یک جهان (د. ۱۹۶۶)
- ۱۹۱۷ – ماریس ترینتیگنانت، رانندهٔ مسابقات اتومبیل‌رانی اهل فرانسه (د. ۲۰۰۵)
- ۱۹۲۶ – ژاک سواترز، رانندهٔ بلژیکی مسابقات اتومبیل‌رانی فرمول یک و مالک تیم‌های فرمول یک اکوری فرانکورشان و اکوری ناسیوناله بلژیک (د. ۲۰۱۰)
- ۱۹۶۰ - دیگو مارادونا، بازیکن فوتبال آرژانتینی (د. ۲۰۲۰)

## درگذشت‌ها
- ۲۰۱۸ - جین یونگ، نویسنده چینی